# Brihans Natural Products Ltd.
Brihans Natural Products Ltd. là một công ty sản phẩm thiên nhiên Ấn Độ có trụ sở tại Shaniwar Peth, Pune, Maharashtra, Ấn Độ. Công ty sản xuất sản phẩm dưỡng da, dưỡng tóc, y tế. Công ty này là công ty chị em của Brihan Maharashtra Sugar Syndicate.